# Regina-Ouest
Pour les articles homonymes, voir Regina (homonymie).
Regina-Ouest fut une circonscription électorale fédérale de la Saskatchewan, représentée de 1979 à 1988.
La circonscription de Regina-Ouest a été créée en 1976 d'une partie de Regina—Lake Centre. Abolie en 1987, elle fut redistribuée parmi Regina—Lumsden et Regina—Wascana.

## Géographie
En 1976, la circonscription de Regina-Ouest comprenait:
- Une partie de la ville de Régina, située à l'ouest de la rue Albert et de la circonscription de Regina-Est
- La région rurale et les réserves amérindiennes à l'ouest de Régina

## Député
1. 1979-1988 — Les Benjamin, NPD

- NPD = Nouveau Parti démocratique